# 메시지패드

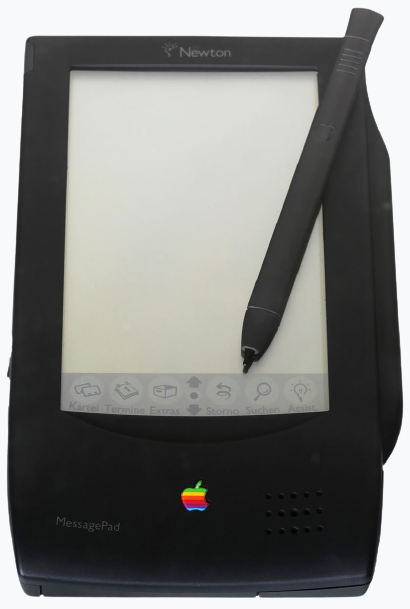
메시지패드

메시지패드(MessagePad)는 1993년 애플 컴퓨터가 애플 뉴턴 플랫폼용으로 개발한 개인용 디지털 보조 장치 시리즈이다. 일부 전자 공학 및 애플 메시지패드 장치 제조는 샤프가 일본에서 수행했다. 이 장치는 ARM 610 RISC 프로세서와 모든 기능을 갖춘 필기 인식 소프트웨어를 기반으로 하며 애플에서 개발하고 판매했다. 이 장치는 뉴턴 OS를 실행한다.

## 같이 보기
- 애플 뉴턴
- 뉴턴 OS
- EMate 300
- 펜 컴퓨팅

### Additional resources and information
- Defying Gravity: The Making of Newton, by Kounalakis & Menuez (Hardcover)
  - Hardcover: 192 pages
  - Publisher: Beyond Words Publishing (October 1993)
  - ISBN 0941831949
  - ISBN 978-0941831949
- Complete Developer's manual for the StrongARM SA-110
- Beginner's overview of the StrongARM SA-110 Microprocessor 보관됨 6월 4, 2007 - 웨이백 머신

### Reviews
- MessagePad 2000 review at "The History and Macintosh Society"
- Prof. Wittmann's collection of Newton & MessagePad reviews